# 鐵路署
鐵路署是香港政府於2021年起計劃成立的一個政府部門，負責監督鐵路規劃、控制、規管、以及規管安全的工作。因應港鐵近年多番出現醜聞，包括工程超支延誤、紅磡站剪短鋼筋等質量問題，而營運中鐵路則多次發生出軌撞車等嚴重事故。根據2019年施政報告，政府計劃成立新部門，專責處理和監督鐵路規劃和建造事宜。立法會議員葉劉淑儀要求新的鐵路署防止一鐵獨大。曾經任職港鐵的立法會議員張欣宇認為政府應成立鐵路署，監察港鐵運作，並認為港鐵公司不應外判，更應提高薪酬待遇。但政府表示需等待政府換屆後的2022/23財政年度再處理相關問題。根據運輸及物流局的建議，政府會將路政署鐵路拓展處、機電工程署鐵路科與2023年6月才成立的路政署北部都會區鐵路辦事處合併，以配合鐵路項目的推展。根據2022年的估計，新設的鐵路署職位只有294個，預計每年開支僅4300萬港元。到了2024年，新署估計將設立321個職位，整體薪酬撥款預計為3億港元。由於北部都會區鐵路辦事處僅僅成立1年許，運輸及物流局表示將小心檢視現時和未來工作量及成效。